# Pataudi
Pataudi è una città dell'India di 16.064 abitanti, situata nel distretto di Gurgaon, nello stato federato dell'Haryana. In base al numero di abitanti la città rientra nella classe IV (da 10 000 a 19 999 persone).

## Geografia fisica
La città è situata a 28° 19' 0 N e 76° 46' 60 E e ha un'altitudine di 239 m s.l.m..

## Società

### Evoluzione demografica
Al censimento del 2001 la popolazione di Pataudi assommava a 16 064 persone, delle quali 8 504 maschi e 7 560 femmine. I bambini di età inferiore o uguale ai sei anni assommavano a 2 784, dei quali 1 537 maschi e 1 247 femmine. Infine, coloro che erano in grado di saper almeno leggere e scrivere erano 9 132, dei quali 5 502 maschi e 3 630 femmine.